# Tricyphona (Tricyphona) insulana
Tricyphona (Tricyphona) insulana is een tweevleugelige uit de familie Pediciidae. De soort komt voor in het Palearctisch gebied.